# Camusterrach
Camusterrach (Schots-Gaelisch: Camas Tearach) is een dorp in de Schotse lieutenancy Ross and Cromarty in het raadsgebied Highland ongeveer 5 kilometer ten zuiden van Applecross.

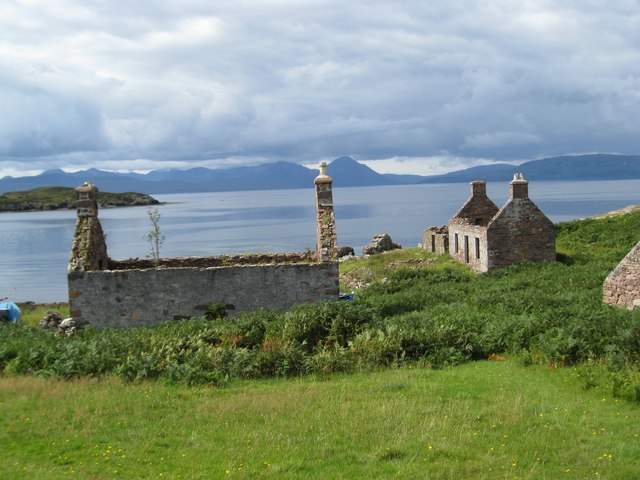
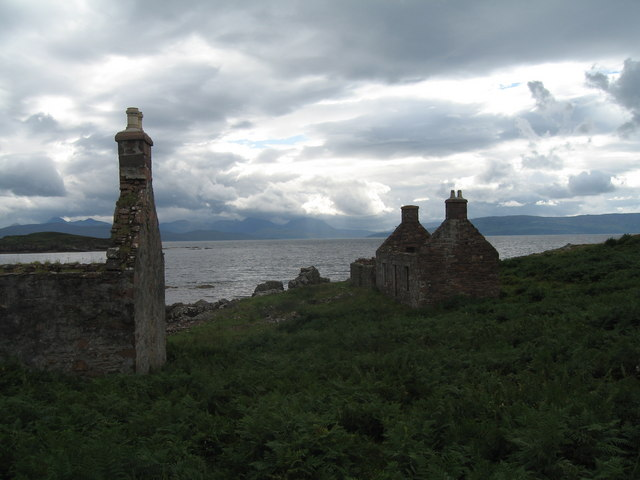
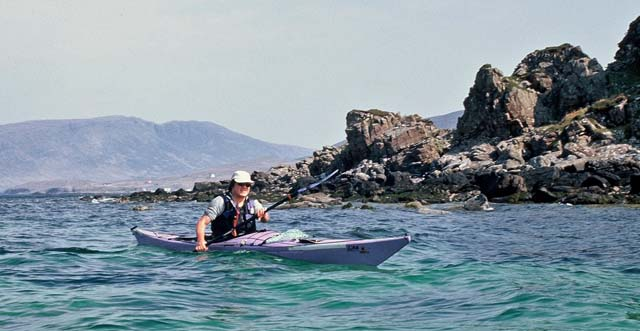
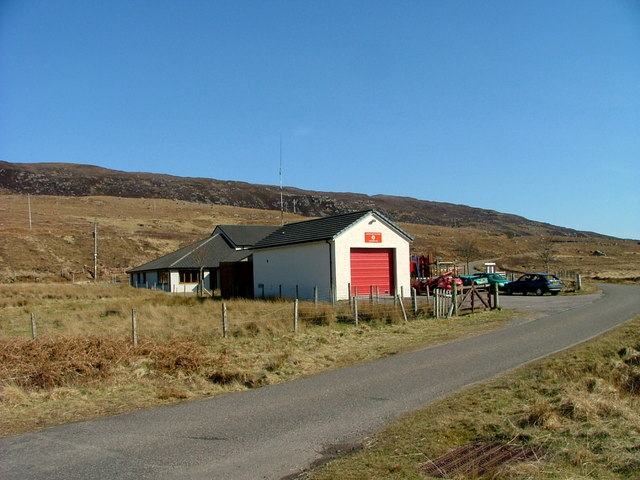
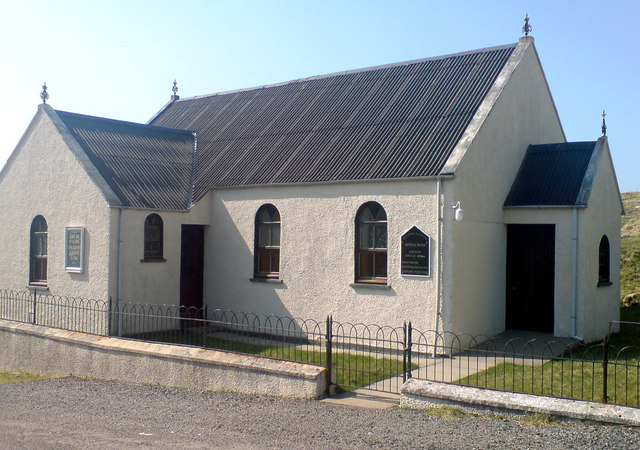
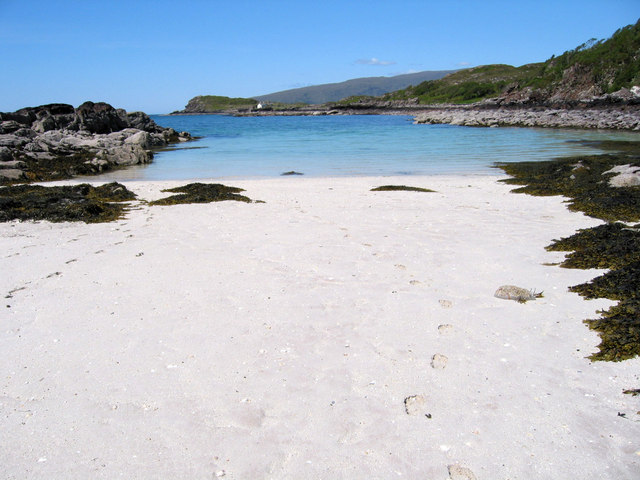